# Dom kultury Radost
Dom kultury Radost (cz. Kulturní dům Radost) – budynek w stylu socrealistycznym w Hawierzowie. W czerwcu 2003 roku został wpisany do rejestru pamiątek kulturowych Republiki Czeskiej i jest chroniony jako zabytek.
Budowa Domu Kultury została ukończona 18 grudnia 1955 roku. Do 1993 roku był wykorzystywany jako kino Radost. W 2007 roku odbył się gruntowny remont budynku. Obecnie w budynku znajduje się restauracja, muzeum i sala koncertowa. 